# Barry Jones
Barry Cuthbert Jones (Guernsey, islas del Canal, 6 de marzo de 1893-Guernsey, islas del Canal, 1 de mayo de 1981) fue un actor teatral, cinematográfico y televisivo británico.

## Biografía
Jones nació en Guernsey, en las Islas del Canal. Empezó su carrera de actor en el teatro británico en 1921. Su primer film fue la adaptación de la obra de George Bernard Shaw Arms and the Man, en 1932, interpretando a Bluntschli. 
Actor de carácter en muchas películas, a menudo interpretaba personajes nobles. Tuvo un papel protagonista en Seven Days to Noon. Además, fue Mr. Lundie en la producción de 1954 Brigadoon, y Polonio en la adaptación de Hamlet realizada en 1953 para la televisión estadounidense. 
Barry Jones falleció en 1981 en Guernsey. Tenía 88 años de edad.

## Filmografía seleccionada
- Arms and the Man (1932), como Bluntschli.
- Gay Adventure (1936), como Dernton.
- Murder in the Family (1938), como Stephen Osborne.
- Squadron Leader X (1943), como Bruce Fenwick.
- Uneasy Terms (1948), como Inspector Gringall.
- The Calendar (1948)
- That Dangerous Age (1949), como Arnold Cane.
- Madeleine (1950), como fiscal.
- Seven Days to Noon (Ultimátum) (1950), como Profesor Willingdon.
- The Clouded Yellow (Trágica obsesión) (1951), como Nicholas Fenton.
- White Corridors (1951), como Dr. Shoesmith
- The Magic Box (1951), como The Bath Doctor.
- Hamlet (1953), como Polonius.
- Prince Valiant (El príncipe valiente) (1954), como Rey Luke.
- Demetrius y los gladiadores (1954), como Claudius.
- Brigadoon (1954), como Mr. Lundy
- The Glass Slipper (La zapatilla de cristal) (1955), como el Duque.
- Guerra y paz (1956), como Conde Rostov.
- Saint Joan (1957), como de Courcelles.
- The Safecracker (Ladrón de manos de segunda) (1958), como Bennett Carfield.
- The 39 Steps (39 escalones) (1959), como Profesor Logan.
- A Study in Terror (Un estudio de terror) (1965), como Duque de Shires.
- Los héroes de Telemark (1965), como Profesor Logan.

## Actuaciones en series televisivas
- Hallmark Hall of Fame (1953-61)
- Robert Montgomery Presents (1955-56)
- The Saint (1963)
- Martin Chuzzlewit (1964)
- Sherlock Holmes (1965)
- Hizo el papel de Julio César en la miniserie The Spread of the Eagle.